# Chasse-goupille

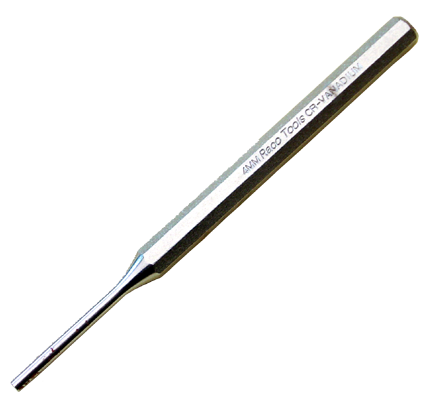
Chasse goupille en acier au chrome-vanadium.

Un chasse-goupille (ou chasse-clou), est un outil qui permet la pose ou l'extraction d'un élément bloquant appelé goupille,, qui, entrée dans un logement adéquat, bloque un mécanisme ou rend solidaire un ensemble de pièces mécaniques entre elles. 

## Forme et usage du chasse-goupille
La goupille pouvant être de dimensions exactement identiques (longueur et diamètre) au logement la recevant, l'introduction d'un élément pouvant la pousser devra être de même diamètre. On utilise donc des jeux de chasse-goupille de différents diamètres pour disposer du modèle adéquat au démontage, ou même au montage.
Le chasse-goupille peut se présenter simplement sous la forme d'une tige d'acier ou de bronze (mais on parle alors de jet) rond et long.
Il ne faut pas confondre un chasse-goupille et un chasse-clavette. 